# Клис
Клис (Clissa) је насељено место и седиште општине у Сплитско-далматинској жупанији, Република Хрватска.

## Географски положај
Налази се у средњој Далмацији, северно од Солина и Сплита.
Планински пролаз клис дели планине Мосор и Козјак на висини од 360 m. Клис је познат и по клишкој тврђави.

## Историја
До територијалне реорганизације у Хрватској налазио се у саставу старе општине Солин.
Због свог истакнутог положаја дуго времена је представљао тешко освојиво утврђење. То је 1838. године мала "тврдиња" на врху високог и стрмог брда. Средњовековни Клис био је седиште ускока, бораца против турске и млетачке најезде.
Његовим освајањем 1537. године, Турци су успели да дођу и заузму Солин и тиме продиру кроз Каштела на јужним обронцима Козјака, али никада нису успели да заузму Сплит. Турци га утврђују и граде џамију са минаретом. За време њихове власти је био седиште управне јединице Клишког санџака. Преостали клишки ускоци, после пада тврђаве, преселили су се у Сењ (сењски ускоци). Гашпар Петар Вињалић је описао како је Мегдан, равница поред тврђаве, добила име. У вријеме турске опсаде Клиса 1537. један Турчин Багара, великог стаса и снаге, је позивао на мегдан људе који су бранили тврђаву, а одазвао се младић Милош који га је побиједио као Давид Голијата. Главу муслимана доноси у тврђаву гдје га дочекују са аплаузом, а мјесто борбе се од тада назвало Мегдан, а и данас се тако зове.
Клис је краткотрајно ослобођен 1596, а коначно 1648, за време Кандијског рата, када га освајају Млечани. Они утврђују град, а џамију претварају у цркву. Данашњи изглед Клиса потиче из времена последње млетачке обнове.
Новије насеље је настало након повлачења Турака. У насељу се налази стара турска чесма. Историјска збирка са тврђаве пресељена је у Музеј града Сплита. Икона Ускочке Богородице из Клиса, коју су ускоци донели из Босне као православци, сликана у православном стилу, се данас налази у једној цркви у Сплиту.
У тврђави Клис је пронађен натпис краљице Домаславе.

## Становништво
На попису становништва 2011. године, општина Клис је имала 4.801 становника, од чега у самом Клису 3.001.

### Општина Клис
| Број становника по пописима | Број становника по пописима | Број становника по пописима | Број становника по пописима | Број становника по пописима | Број становника по пописима | Број становника по пописима | Број становника по пописима | Број становника по пописима | Број становника по пописима | Број становника по пописима | Број становника по пописима | Број становника по пописима | Број становника по пописима | Број становника по пописима | Број становника по пописима |
| --------------------------- | --------------------------- | --------------------------- | --------------------------- | --------------------------- | --------------------------- | --------------------------- | --------------------------- | --------------------------- | --------------------------- | --------------------------- | --------------------------- | --------------------------- | --------------------------- | --------------------------- | --------------------------- |
| 1857.                       | 1869.                       | 1880.                       | 1890.                       | 1900.                       | 1910.                       | 1921.                       | 1931.                       | 1948.                       | 1953.                       | 1961.                       | 1971.                       | 1981.                       | 1991.                       | 2001.                       | 2011                        |
| 3.890                       | 4.266                       | 4.392                       | 4.939                       | 5.668                       | 6.228                       | 7.334                       | 7.299                       | 6.324                       | 6.360                       | 6.010                       | 5.113                       | 4.063                       | 4.241                       | 4.367                       | 4.801                       |

Напомена: Настала из старе општине Солин. У 1981. део података садржан је у граду Солину, а од 1857. до 1961. у општини Мућ.

### Клис (насељено место)
| Број становника по пописима | Број становника по пописима | Број становника по пописима | Број становника по пописима | Број становника по пописима | Број становника по пописима | Број становника по пописима | Број становника по пописима | Број становника по пописима | Број становника по пописима | Број становника по пописима | Број становника по пописима | Број становника по пописима | Број становника по пописима | Број становника по пописима | Број становника по пописима |
| --------------------------- | --------------------------- | --------------------------- | --------------------------- | --------------------------- | --------------------------- | --------------------------- | --------------------------- | --------------------------- | --------------------------- | --------------------------- | --------------------------- | --------------------------- | --------------------------- | --------------------------- | --------------------------- |
| 1857.                       | 1869.                       | 1880.                       | 1890.                       | 1900.                       | 1910.                       | 1921.                       | 1931.                       | 1948.                       | 1953.                       | 1961.                       | 1971.                       | 1981.                       | 1991.                       | 2001.                       | 2011                        |
| 1.082                       | 1.196                       | 1.248                       | 1.442                       | 1.704                       | 2.018                       | 2.212                       | 2.700                       | 2.251                       | 2.364                       | 2.464                       | 2.176                       | 1.827                       | 2.320                       | 2.557                       | 3.001                       |

Напомена: У 1991. повећано за део подручја насеља Солин (град Солин), који је само у 1981. припадао насељу Солин (град Солин), док је раније тај део припадао насељу Клис. У 1857., 1869., 1921. и 1931. садржи податке за бивше насеље Варош које је од 1880. до 1900. и у 1948. исказивано као самостално насеље.

### Попис1991.
На попису становништва 1991. године, насељено место Клис је имало 2.320 становника, следећег националног састава:
| Попис 1991.‍   | Попис 1991.‍  | Попис 1991.‍ | Попис 1991.‍ | Попис 1991.‍ |
| ------------- | ------------ | ----------- | ----------- | ----------- |
|               |              |             |             |             |
| Хрвати        | Хрвати       |             | 2.204       | 95,00%      |
| Срби          | Срби         |             | 54          | 2,32%       |
| Југословени   | Југословени  |             | 13          | 0,56%       |
| Албанци       | Албанци      |             | 7           | 0,30%       |
| Муслимани     | Муслимани    |             | 5           | 0,21%       |
| Словенци      | Словенци     |             | 5           | 0,21%       |
| Црногорци     | Црногорци    |             | 1           | 0,04%       |
| неопредељени  | неопредељени |             | 14          | 0,60%       |
| регион. опр.  | регион. опр. |             | 1           | 0,04%       |
| непознато     | непознато    |             | 16          | 0,68%       |
| укупно: 2.320 |              |             |             |             |

## Галерија
- Поглед на Клис са тврђаве
- Планина Козјак